# Biagio Conte
Biagio Conte (Palerm, Sicília, 7 d'abril de 1968) és un ciclista italìà, ja retirat, que fou professional entre 1996 i 2003.
Bon esprintador, en el seu palmarès destaquen dues victòries d'etapa a la Volta a Espanya de 1996, en la qual també portà el mallot or de líder durant dues etapes; i una al Giro d'Itàlia de 2000. El 1997 fou tercer a la Milà-Sanremo.
Una vegada retirat exercí de director esportiu en diferents equips ciclistes.

## Palmarès
- 1990
  - Vencedor d'una etapa del Giro de les Regions
- 1991
  - 1r al Trofeu Zssdi
- 1993
  - 1r al Trofeu Zssdi
  - 1r a la Piccola Sanremo
- 1994
  - 1r al Trofeu Papà Cervi
- 1995
  - 1r al Giro del Belvedere
  - 1r al Trofeu Ciutat de Castelfidardo
  - 1r a la Coppa Caivano
- 1996
  - Vencedor de 2 etapes de la Volta a Espanya
  - Vencedor d'una etapa del Trofeo dello stretto
- 1997
  - 1r al Giro de l'Etna
  - 1r al Gran Premi de la costa dels Etruscs
- 1999
  - Vencedor d'una etapa del Circuit des Mines
- 2000
  - Vencedor d'una etapa al Giro d'Itàlia
- 2001
  - Vencedor de 2 etapes del Regio Tour
  - Vencedor d'una etapa de la Tirrena-Adriàtica i 1r de la classificació per punts

### Resultats a la Volta a Espanya
- 1996. Abandona (16a etapa). Vencedor de 2 etapes. Porta el mallot or durant 2 etapes
- 1997. 118è de la classificació general
- 2000. 122è de la classificació general
- 2001. Abandona (11a etapa)

### Resultats al Giro d'Itàlia
- 1998. Abandona (17a etapa)
- 1999. 87è de la classificació general
- 2000. 78è de la classificació general. Vencedor d'una etapa
- 2001. 127è de la classificació general
- 2002. 101è de la classificació general
- 2003. Abandona (18a etapa)